# Asif Maharammov
Asif Maharammov  (en azerí: Asif Yusif oğlu Məhərrəmov) - Héroe Nacional de Azerbaiyán; mártir de la guerra de Karabaj.

## Vida
Asif Yusif oglu Maharramov nació en la ciudad de Agdam el 26 de julio de 1952. Fue el primogénito de una extensa familia de 11 hijos. Su infancia transcurrió inmerso en la pobreza. Desde su niñez se dedicó al fútbol y al boxeo. En 1969 se graduó en la escuela secundaria № 1 de Ağdam y comenzó su vida laboral como obrero en la Fábrica de Máquinas y Herramientas.
El 31 de octubre de 1971 fue detenido por haber participado en una riña que dio lugar en el cine de Ağdam. Lo condenaron a 2 años, 8 meses de los cuales Asif cumplió recluido en la prisión. En 1976 reincidió, y por segunda ocasión regresó a la vida de condenado, debido a que impactó su vehículo accidentalmente contra una “ambulancia”. Esta vez Asif purgaría una condena de 4.5 años de prisión. 
A fines de los ochenta, después de salir de la cárcel Asif se mudó a Moscú donde vivían sus amigos. Poco tiempo después regresó a Agdam y se dedicó a los negocios.

### Guerra de Karabaj y la participación en las batallas
Durante la Guerra de Nagorno Karabaj él tuvo una gran amistad con Allahverdi y Eldar Baghirov. El 15 de noviembre de 1991 organizó el batallón del Frente de la Verdad. El 31 de diciembre de 1991 Asif destacó significativamente en las batallas de liberación de la aldea de Khramort. Cuando las diferentes fuerzas políticas querían derribar a la unidad militar ubicada en el territorio de la aldea de Muradbayli de Ağdam y tomar los pertrechos militares para utilizarlos después en su lucha por el poder, Fred Asif los eludió y emplazó su batallón en este territorio.
Desde entonces los pertrechos de aquella unidad militar fueron utilizados por y para la defensa de Azerbaiyán. Según el edicto del Ministro de Defensa de la República de Azerbaiyán Dadash Rzayev Asif ascendió al grado de teniente coronel. Aunque Asif no había estudiado la carrera militar él fue el primer comandante del batallón número 859. 
En la noche del 25 al 26 de febrero del año 1992 Asif junto con su batallón asistió al proceso de apertura del corredor en dirección de Agdam-Asgaran para salvar la gente de Joyalí. El 7 de marzo de 1992 Asif fue nombrado el comandante de la unidad militar de zapadores número 859. El 10 de marzo de 1992 con asistencia de Asif fue recuperado el control sobre las aldeas de Aranzamin, Pirjamal y Dahraz.
El 20 de marzo del mismo año con su batallón defendió la ciudad de Fuzuli. Al ser entrevistado por los periódicos del año 1992 Asif decía: 

Yo soy realista. Si conseguimos unir nuestras fuerzas bajo el mando único la victoria será nuestra.

El 24 de junio de 1992 en las batallas por la aldea de Najchivanlí resultó herido. Fue atendido hasta recuperarse y volvió al frente. El 28 de junio de 1992 el vehículo donde viajaba Fred Asif fue impactado por un lanzagranadas y el coche se volcó. El impacto le causó daños en el pulmón y también le produjo un brote de sangre de su boca. Fue entonces cuando le ofrecieron el título de Héroe Nacional. Él se quedó en Agdam durante tres días. 
A principios del julio de 1993 Asif junto con otros miembros de la comunidad de Ağdam fueron recibidos por Heydər Əliyev. Emitió un discurso prolongado durante 45 minutos e informó a Heydər Əliyev sobre el estado de cosas en Ağdam. 
El 23 de julio de 1993 aproximadamente a las 5 horas de la tarde los defensores de Ağdam perdieron cientos de vidas en una batalla desigual y tuvieron que emprender la retirada. Aquel día Fred Asif estuvo en un hospital de Bakú, su estado era grave. La noticia de la ocupación de Ağdam trastornó mucho a Asif. Su mal estado empeoró. 
Asif luchaba cuerpo a cuerpo contra la tuberculosis – era el resultado de la vida pasada: de los años de cárcel y las trincheras, las luchas de muchos años. El 27 de octubre de 1993 Asif combatió en la batalla por Shellí, su estado se vio agravado por la tuberculosis, entregó la unidad militar y viajó a Yalta para recibir un tratamiento. El 1 de julio de 1994 murió a causa de la tuberculosis. Asif fue enterrado en el II Callejón de los Mártires de Bakú en 1994.

## Vida personal
Estaba casado, tenía un hijo llamado Azar. En 1991 12 equipos de fútbol se habían negado a ir a Ağdam. Según las palabras del exfutbolista del FK Qarabağ Agdam, Yashar Huseynov los futbolistas le habían pedido a Asif que era el comandante del batallón localizado en el estadio, permitirles unirse a los combatientes. Pero Fred Asif no lo había aceptado: 

Yo puedo encontrar 11 mil personas para combatir pero no puedo encontrar 11 futbolistas para que jueguen en el equipo de Karabaj

A Asif Maharramov le dieron el apodo de Fred sus amigos en honor del protagonista principal de la película danesa Golpea primero, Fred expuesta en el cine de la Amistad en Ağdam. 
En Bakú nombraron una calle en su honor. El 28 de agosto de 2007 en Azerbaiyán por primera vez se incluyó la información sobre Fred Asif en los libros de Entrenamiento militar primario para los grados X en idiomas ruso y azerbaiyano. Desde 2008 en Azerbaiyán actúa el Fondo de Desarrollo que lleva el nombre de Fred Asif.

## Galardones y condecoraciones
Según el edicto 350 del 7 de diciembre de 1992 del presidente de la República de Azerbaiyán. A Maharramov Asif Yusif oglu le fue concedida la condecoración de Héroe Nacional de Azerbaiyán, pero Fred Asif rehusó recibir ese título. El dio una respuesta firme y lógica a todas las preguntas acerca de ese acto.

El gran territorio de Azerbaiyán está bajo la ocupación, muchas personas cayeron prisioneras. Por tal motivo no puedo colgar una medalla de mi pecho y alabarme diciendo que soy un héroe

. 
Sólo hasta 1998, cuatro años después de su fallecimiento fue cuando el presidente Heydər Əliyev recuperó de nuevo el título de héroe, presentando la tarjeta y estrella del héroe a la madre de Asif. 
- 1998 —  Héroe Nacional de Azerbaiyán.
- 2016 —  condecoración de “General Asad Mahammadov.